# Gare de Higashi-Funabashi
La gare de Higashi-Funabashi (東船橋駅, Higashi-Funabashi-eki) est une gare ferroviaire de la ville de Funabashi dans la préfecture de Chiba au Japon. La gare est desservie par la ligne Chūō-Sōbu de la JR East.

## Situation ferroviaire
La gare de Higashi-Funabashi est située au point kilométrique (PK) 46,0 de la ligne Chūō-Sōbu.

## Histoire
La gare a été inaugurée le 1er octobre 1981.

## Services aux voyageurs

### Accès et accueil
La gare dispose d'un bâtiment voyageurs, avec guichet, ouvert tous les jours.

### Desserte
- Ligne Chūō-Sōbu
  - voie 1 : direction Nishi-Funabashi, Shinjuku et Mitaka
  - voie 2 : direction Chiba